# Gianni Biondillo
Gianni Biondillo (Milano, 3 febbraio 1966) è uno scrittore, drammaturgo e architetto italiano.

## Biografia
Autore di romanzi, testi per il cinema e la televisione, articoli di tema artistico, letterario e politico, saggi su Pasolini e Proust. È membro del blog collettivo Nazione Indiana.
Dal 2012 al 2016 è stato direttore artistico del festival culturale Parole sotto la torre, Portoscuso (SU), manifestazione insignita nel 2014 della medaglia ai benemeriti della cultura e dell'arte del Presidente della Repubblica.
Dal 2013 è docente presso l'Università della Svizzera Italiana, all'Accademia di Architettura di Mendrisio, di Psicogeografia e narrazione del territorio. Ha diretto assieme ad Alberto Tonti la collana editoriale che si occupa di musica e letteratura "Note d'Autore" per l'editore Skira. Dal 2018 al 2020 ha fatto parte del comitato scientifico della "Fondazione Vico Magistretti". Dal 2021 fa parte del comitato scientifico della "Fondazione Giovanni Michelucci".
Ha collaborato con Vinicio Canton e Roberta Giudetti alla scrittura del film A casa di Irma, regia di Alberto Bader, con Valeria Milillo e Rosalinda Celentano. Ha collaborato per la RAI alla stesura dei dialoghi della fiction Un posto al sole.. Ha scritto anche sceneggiature per le serie TV La squadra (2006) e Distretto di polizia (2011).

## Opere

### L'ispettore Ferraro
1. Per cosa si uccide, Guanda, 2004, ISBN 88-8246-652-3
2. Con la morte nel cuore, Guanda, 2005, ISBN 88-8246-655-8
3. Il giovane sbirro, Guanda, 2007, ISBN 88-6088-056-4
4. I materiali del killer, Guanda, 2011, ISBN 978-88-6088-412-1
5. Cronaca di un suicidio, Guanda, 2013, ISBN 978-88-235-0411-0
6. Nelle mani di Dio, Guanda, 2014, ISBN 978-88-235-0776-0
7. L'incanto delle sirene, Guanda, 2015, ISBN 978-88-6088-413-8
8. Il sapore del sangue, Guanda, 2018, ISBN 978-88-235-1298-6
9. I cani del barrio, Guanda, 2022, ISBN 978-88-235-3033-1

### Altri romanzi
- Per sempre giovane, Guanda, 2006, ISBN 88-8246-794-5
- Nel nome del padre, Guanda, 2009, ISBN 978-88-6088-086-4
- Come sugli alberi le foglie, Guanda, 2016, ISBN 8823516102
- Quello che noi non siamo, Guanda, 2023

### Racconti
- Come fu che alla fine ho ascoltato (e amato) i Radiohead (in AA.VV., Narradiohead. Storie e visioni rock, Baldini-Castoldi-Dalai, 2008)
- Strane storie, Guanda, 2012, ISBN 978-88-6088-836-5

### Libri per l'infanzia
- Il mio amico Asdrubale (illustrato da Valeria Petrone), Guanda, 2013, ISBN 978-88-235-0635-0
- Pit, il bambino senza qualità (illustrato da Valeria Petrone), Guanda, 2017

### Saggi
- Giovanni Michelucci. Brani di città aperti a tutti, 1999, Testo&Immagine, Universale di architettura
- Pasolini. Il corpo della città, 2001, Unicopli (con una presentazione di Vincenzo Consolo)
- Metropoli per principianti, Guanda, 2008, ISBN 978-88-6088-123-6
- Manuale di sopravvivenza del padre contemporaneo. Diventare Pa3 in poche, oculate mosse (con Severino Colombo), Guanda, 2008, ISBN 978-88-6088-752-8
- Tangenziali. Due viandanti ai bordi della città (con Michele Monina), Guanda, 2010, ISBN 978-88-6088-450-3
- L'Africa non esiste, Guanda, 2014, ISBN 978-88-235-0489-9
- Passaggio a Nord-Ovest. Milano a piedi, dal Duomo alla nuova fiera, Terre di Mezzo, 2016, ISBN 978-88-6189-382-5
- Lessico metropolitano, Guanda, 2021
- Pasolini. Il corpo della città, (nuova edizione) Guanda, 2022
- Sentieri Metropolitani, Bollati Boringhieri, 2022
- La costruzione del potere. Perché l'architettura fascista non esiste (Marsilio, 2025)

### Curatele
- Carlo Levi e Elio Vittorini. Scritti di architettura (1997, Testo&Immagine, Universale di architettura)
- Pene d'amore: sette racconti erotici (Guanda, 2008, ISBN 978-88-6088-406-0 - Tea, 2010, ISBN 978-88-502-2141-7)
- Edgar Allan Poe, Storie di terrore e follia (Mondadori, Oscar junior, 2015, ISBN 978-88-04-65478-0) introduzione al volume e selezione racconti
- Piccolo vocabolario autostradale ad uso dei contemporanei, (Rubbettino, 2015, ISBN 978-88-498-4725-3)
- L'agenda ritrovata. Sette racconti per Paolo Borsellino (Feltrinelli, 2017, ISBN 880703252X)
- Elementi di urbanistica noir (EuroMilano, 2020)
- Miracolo a Milano (EuroMilano, 2021)
- MM. Milano's Movies. Sapessi come è strano fare cinema a Milano (About Cities, 2024)

### Teatro
- Come sugli alberi le foglie. Lettura scenica tratta dall'omonimo romanzo tenuta al Teatro Verdi il 4 febbraio 2017[3], con proiezioni di immagini e accompagnamento musicale del duo Murdiss. Lo spettacolo è stato replicato a Cagliari, al Teatro Civico, il 7 giugno del 2017.
- Storie Milanesi Live. Spettacolo in tre serate (11 ottobre, 25 novembre, 12 dicembre 2017) presso il Teatro dell'Arte della Triennale di Milano dedicato alle 15 case-museo milanesi.
- Maggio 1968: la tempesta perfetta. Spettacolo che racconta l'occupazione della XIV Triennale avvenuta il 30 maggio del 1968, messo in scena presso lo Spazio Agorà della Triennale di Milano il 29 maggio 2018, con repliche il 30 e il 31 maggio.
- È autore del monologo Grate, interpretato da Chiara Stoppa, con la regia di Francesco Frongia, andato in scena al teatro Elfo-Puccini dal 30/11 al 5/12 del 2021.

## Premi
- 2005 Con la morte nel cuore vincitore del Premio Franco Fedeli[4]
- 2007 Vincitore del Premio Isimbardi della Provincia di Milano[5]
- 2011 I materiali del killer Vincitore del Premio Scerbanenco[6].
- 2012 Vincitore del AlumniPolimi Awards[7]
- 2014 Le matériel du tueur (ed. francese de I materiali del killer) vincitore del Prix Violeta Negra[8]
- 2018 Come sugli alberi le foglie Vincitore del Premio Bergamo.[9]
- 2022 I cani del barrio, vincitore del Premio "Dora Nera".
- 2024 Quello che noi non siamo vincitore del Premio Bagutta.[10]